# Saison 19 de New York, unité spéciale
Chronologie
Saison 18 Saison 20
Cet article, présente la dix-neuvième saison de New York, unité spéciale, ou La Loi et l'Ordre : Crimes sexuels au Québec, (Law and Order: Special Victims Unit) qui est une série télévisée américaine.

## Distribution
- Mariska Hargitay (VF : Dominique Dumont) : lieutenant Olivia Benson
- Kelli Giddish (VF : Anne Dolan) : inspecteur Amanda Rollins
- Ice-T (VF : Jean-Paul Pitolin) : inspecteur Odafin Tutuola
- Peter Scanavino (VF : Jérôme Pauwels) : inspecteur Dominick "Sonny" Carisi Jr.
- Raúl Esparza (VF : Sébastien Desjours) : substitut du procureur Rafael Barba (épisodes 1 à 13)
- Philip Winchester (VF : Jean-Pascal Quilichini) :  substitut du procureur  Peter Stone (épisode 13 non crédité au générique, épisodes 14 à 24 crédité)

### Invités
- Dean Winters (VF : Boris Rehlinger) : inspecteur Brian Cassidy (épisode 1, 2 et 14)
- Stephanie March (VF : Dominique Vallée) : Alexandra Cabot, substitut du procureur (épisode 19)[1]
- Tamara Tunie (VF : Sylvie Jacob) : Dr Melinda Warner (épisode 10)
- Sam Waterston (VF : Michel Paulin) : procureur Jack McCoy (de New York, police judiciaire)[2] (épisode 13)

### Acteurs récurrents

#### Membres de l'Unité spéciale
- Peter Gallagher : chef William Dodds (épisodes 8 et 11)

#### Avocats de la défense
- Peter Jacobson : avocat de la défense Randy Dworkin (épisodes 1 et 13)
- Peter Hermann : avocat de la défense Trevor Langan (épisodes 3 et 5)
- Steve Rosen : avocat de la défense Michael Guthrie (épisode 4)
- Maureen Mueller : avocate Susan Janet (épisodes 5 et 9)
- Anthoula Katsimatides : avocate de la défense Meryl Smith (épisode 8)
- Ned Eisenberg : avocat de la défense Roger Kessler (épisode 11)
- Mouzam Makkar : avocate de la défense Dara Miglani (épisode 10)
- Susie Essman : avocate de la défense Arlene Heller (épisode 15)
- Bjorn Thorstad : avocat de la défense Mitch Jackson (épisode 15)
- Callie Thorne : avocate de la défense Nikki Staines (épisode 16)
- Richard Kind : avocat de la défense William Biegel (épisode 19)
- Brittany Jeffery : avocate de la défense Leah Simon (épisode 21)
- Amanda Warren : avocate de la défense Regina Carter (épisode 21)
- Jackson Marcado : avocat de la défense Efrain Hernandez (épisode 24)

#### Juges
- Vincent Curatola : juge Al Bertuccio (épisode 1)
- Barbara Miluski : juge Lisa Peck (épisodes 1 et 22)
- Ami Brabson : juge Karen Blake (épisodes 3, 13 et 21)
- Helmar Augustus Cooper : juge Reginald Flowers (épisodes 4 et 17)
- Jayne Houdyshell : juge Ruth Linden (épisode 5)
- Kathryn Kates : juge Marlene Simons (épisodes 6 et 14)
- Jenna Stern : juge Elana Barth (épisode 10)
- Sonia Manzano : juge Gloria Pepitone (épisode 11)
- Joe Grifasi : juge Hashi Horowitz (épisode 12)
- John Rothman : juge Edward Kofax (épisode 15)
- Tom Titone : juge Joshua Goldfarb (épisodes 16 et 24)
- Mary Hodges : juge Anita Wright (épisode 18)
- Michael Mastro : juge D. Serani (épisode 18)
- Olga Merediz : juge Roberta Martinez (épisode 19)
- Alan Ariano : juge Lee Wong (épisode 21)

#### L'Entourage de l'Unité spéciale
- Ryan Buggle : Noah Porter-Benson, le fils d'Olivia (épisodes 1, 2, 3, 5, 6, 8, 9, 10, 14 et 23)
- Ernest Waddell (en) (VF : Jérémy Prévost) : Ken Randall, le fils de Fin Tutuola[3](épisode 17)

## Production
Le 12 mai 2017, NBC renouvelle la série pour une dix-neuvième saison. Michael S. Chernuchin (en), qui a précédemment travaillé sur les séries New York, police judiciaire, New York, section criminelle et Chicago Justice, succède à Rick Eid en tant que showrrunner après une unique saison.
La dix-neuvième saison, comporte 24 épisodes et est diffusée du 27 septembre 2017 au 23 mai 2018 sur NBC.
En France, la série est diffusée du 13 février 2018 au 13 novembre 2018 sur TF1.
Cette saison, marque le départ du substitut du procureur Rafael Barba, interprété par Raul Esparza à l'issue de l'épisode 13.
Ce dernier est remplacé par Philip Winchester qui interprète le substitut du procureur Peter Stone dès l'épisode 13.
Tamara Tunie et Stéphanie March, qui interprète la substitut du procureur Alexandra Cabot lors des premières saisons de la série.

## Liste des épisodes

### Épisode 1:Un gros poisson
- États-Unis /  Canada : 27 septembre 2017 sur NBC / CTV
- Belgique : 31 janvier 2018 sur RTL-TVI
- Suisse : 12 février 2018 sur RTS Un
- France : 13 février 2018 sur TF1

- États-Unis : 5,64 millions de téléspectateurs[6] (première diffusion)
- Canada : 1,25 million de téléspectateurs[7] (première diffusion + différé 7 jours)
- France : 1,67 million de téléspectateurs (première diffusion)

- Andrew Kaempfer : Frank Wyatt
- Mariela Garriga : Elana Marks
- Will Chase : Bryon Marks
- Amy Smart : Karla Wyatt
- Syndee Winters : Ms. Smiley
- Mariah Lee : Joyce Peterson
- DeShawn White : Keesha Johnson

### Épisode 2:Un prince pas charmant
- États-Unis /  Canada : 4 octobre 2017 sur NBC / CTV
- Belgique : 31 janvier 2018 sur RTL-TVI
- Suisse : 12 février 2018 sur RTS Un
- France : 13 février 2018 sur TF1

- États-Unis : 5,82 millions de téléspectateurs[9] (première diffusion)
- Canada : 1,26 million de téléspectateurs[10] (première diffusion + différé 7 jours)

- Dean Winters : Détective Brian Cassidy
- Shannon Marie Sullivan : Anne Speer
- Christina Rouner : Madame Williams
- Tommy Buck : Détective Del Santo
- Saxon Sharbino : Savannah Ross
- Amirah Vann : Michelle Morrison
- Katy Grenfell : Emma Wilkinson
- Robbie Collier-Sublett : Tom Williams
- Leah Curney : Taylor

### Épisode 3:Leçon de choses
- États-Unis /  Canada : 11 octobre 2017 sur NBC / CTV
- Belgique : 7 février 2018 sur RTL-TVI
- France : 20 février 2018 sur TF1

- États-Unis : 5,79 millions de téléspectateurs[11] (première diffusion)
- Canada : 1,359 million de téléspectateurs[12] (première diffusion + différé 7 jours)
- France : 2,18 millions de téléspectateurs (première diffusion)

- Annabeth Gish : Avocate de la défense Carolyn Rivers
- Yvonna Kopacz Wright : Docteur Darby Wilder
- Peter Hermann : Avocat Trevor Langan
- Ami Brabson : Juge Karyn Blake
- Kathleen Munroe : Evelyn Bundy
- Jeannine Kaspar : Nora Galen
- Brooke Shields : Sheila Porter
- Paul Fitzgerald : Jason Karr
- Betsy Beutler : Julie Wade
- Lauren Donahue : Karen Karr
- Bisserat Tseggai : Layla Mazilli
- John Skelley : avocat de la défense Jeffrey Manning
- Gillian Glasco : officier Taylor
- Joe Diomede : Victor

### Épisode 4:Parole libérée
- États-Unis /  Canada : 18 octobre 2017 sur NBC / CTV
- Belgique : 7 février 2018 sur RTL-TVI
- France : 20 février 2018 sur TF1

- États-Unis : 5,6 millions de téléspectateurs[13] (première diffusion)
- Canada : 1,501 million de téléspectateurs[14] (première diffusion + différé 7 jours)

- Helmar Augustus Cooper : Juge Reginald Flowers
- Steve Rosen : Public Defender Guthrie
- John Patrick Hayden : Bruce Fowler
- Madison Pettis : Stacey Vanhoven
- Brighton Sharbino : Mandy Fowler
- Geraldine Hughes : Denise Drake
- Tyler Dean Flores : Max Rivera
- Erin Davie : Kristen Fowler
- Colton Ryan : Andrew Drake
- Katherine Reis : Ashley
- Gary Lee Mahmoud : Alan Munn
- David Raymond Wagner : Leo Ross
- Antonio Edwards Suarez : Al Rivera
- Sandra Elizabeth Rodriguez : Lisa Rivera
- Travis Przybylski : Daniel Ross

### Épisode 5:L'Enfant perdue
- États-Unis /  Canada : 25 octobre 2017 sur NBC / CTV
- Belgique : 14 février 2018 sur RTL-TVI
- France : 27 février 2018 sur TF1

- États-Unis : 5,81 millions de téléspectateurs[15] (première diffusion)
- Canada : 1,264 million de téléspectateurs[16] (première diffusion + différé 7 jours)
- France : 1,91 million de téléspectateurs(première diffusion)

- Paul Schulze : Glenn Lawrence
- Lawrence Ballard : Docteur Leon Bailey
- Peter Hermann : Avocat Trevor Langan
- Jayne Houdyshell : Juge Ruth Linden
- Kellie Overbey : Karen Lawrence
- Maureen Mueller : Susan Janet
- Brooke Shields : Sheila Porter
- Mike Faist : Glenn Lawrence
- IIi  Ray : Britney Taylor

### Épisode 6:Au centre de la perdition
- États-Unis /  Canada : 8 novembre 2017 sur NBC / CTV
- Belgique : 14 février 2018 sur RTL-TVI
- France : 27 février 2018 sur TF1

- États-Unis : 4,97 millions de téléspectateurs[17] (première diffusion)
- Canada : 1,198 million de téléspectateurs[18] (première diffusion + différé 7 jours)

- Peter Scolari : Docteur Dennis Barkley
- Annie Corley : Rosemary Taylor
- Jason Cadieux : Brett Erickson
- Noah Gaynor : Anthony Parker
- Brooke Shields : Sheila Porter
- Christiane Noll : Sarah Curtis
- Gus Birney : Kristi Martin
- Robert Eli : Glen Curtis
- Antino Crowley-Kamenwati : Andre "Hackapulco" Johnson
- Angela Oh : avocate de la défense Katherine Lee
- Joshua Pagan : Tom Higgins
- Anthony Cason : Henry Gold
- Ella Cardelfe : Debbie
- Anna Dale Robinson : Blanche
- Khadija Griffith : Martha
- Charles Techman : Owen

Cet épisode, initialement prévu pour le 1er novembre 2017, a été remis à la semaine suivante, car une chaîne concurrente diffuse une finale de baseball.

### Épisode 7:Victime à répétition
- États-Unis /  Canada : 29 novembre 2017 sur NBC / CTV
- Belgique : 21 février 2018 sur RTL-TVI
- France : 4 juillet 2018 sur TF1

- États-Unis : 7,07 millions de téléspectateurs[20] (première diffusion)
- Canada : 1,365 million de téléspectateurs[21] (première diffusion + différé 7 jours)

- Joanna Going : Leah Linwood
- Melora Walters : Laurel Linwood
- Lana Young : Madame Drayson
- Chris Cafero : James
- Crystal T. Johnson : Meg
- Kayla Diaz : Nancy
- Tai Lyn Sandhu : Linda

### Épisode 8:Désirs virtuels
- États-Unis /  Canada : 6 décembre 2017 sur NBC / CTV
- Belgique : 21 février 2018 sur RTL-TVI
- France : 20 juin 2018 sur TF1

- États-Unis : 6,18 millions de téléspectateurs[22] (première diffusion)
- Canada : 1,259 million de téléspectateurs[23] (première diffusion + différé 7 jours)
- France : 3,67 millions de téléspectateurs[24] (première diffusion)

- Gage Golightly : Katy Miller
- Steve Howey : Andy McPherson
- Brooke Shields : Sheila Porter
- Tenea Intriago : Heather Parcell
- Glenn Fleshler (en) : Philip Altshuler
- James Monroe Iglehart : Shawn Tompkins
- Nick Sullivan : shérif-adjoint Chuck Howley
- Ben Roberts : Buck
- Barbara Kingsley : June Parcell
- Gillian Glasco : officier Stevens
- Valerie Kingston : juge  Martha Whitman
- Ava DeMary : Debbie
- Violet Knobel : Amy
- Melody Bates : la serveuse
- Erik Martin : Marv
- Jenny Hickman : Missy

### Épisode 9:Où est passé Noah?
- États-Unis /  Canada : 3 janvier 2018 sur NBC / CTV
- Belgique : 28 février 2018 sur RTL-TVI
- France : 20 juin 2018 sur TF1

- États-Unis : 6,23 millions de téléspectateurs[25] (première diffusion)
- Canada : 1,333 million de téléspectateurs[26] (première diffusion + différé 7 jours)
- France : 3,42 millions de téléspectateurs[24] (première diffusion)

- Brian Berrebbi : Vince Mazanno
- Lawrence Clayton : Matt Wyatt
- Brooke Shields : Sheila Porter
- Frank Pando : Juan Ortoli
- Domenica Feraud : Maria Ortoli
- Kelvin McGrue : Raymond Green, PI
- Brian Berrebbi : Vince Mazanno
- Collin Meath : Brad
- Lawrence Clayton : Matt Wyatt
- Gannon McHale : George
- Nesha Ward : Nathalie Washington
- Kelly Felthous : Cyndi
- Olivia Luna: Rhonda
- Logan James Hall : Détective Hagen

### Épisode 10:Le Mal d'une autre
- États-Unis : 10 janvier 2018 sur NBC
- Canada : 11 janvier 2018 sur CTV
- Belgique : 28 février 2018 sur RTL-TVI
- France : 20 juin 2018 sur TF1

- États-Unis : 6,06 millions de téléspectateurs[27] (première diffusion)
- France : 2,75 millions de téléspectateurs[24] (première diffusion)

- Carolyn McCormick : Docteur Elizabeth Olivet
- Tamara Tunie : Docteur Melinda Warner
- George R. Sheffey : Lou McLaughlin
- Dendrie Taylor : Dawn McLaughlin
- Erin Wilhelmi : Mariel McLaughlin
- Mandi Masden : Vanessa Banks
- Joanna Parson : Dr Alexandra Levy
- Jon Shaver : Randy Hill
- Andrea Cirie : Alicia Flock

### Épisode 11:En mauvaise compagnie
- Canada : 14 janvier 2018 sur CTV
- États-Unis : 17 janvier 2018 sur NBC
- Belgique : 7 mars 2018 sur RTL-TVI
- France : 4 juillet 2018 sur TF1

- États-Unis : 6,21 millions de téléspectateurs[28] (première diffusion)
- France : 3,60 millions de téléspectateurs[29] (première diffusion)

- Yasmine Al Massri : Tara Sidnana
- Martin Donovan : Logan Carter
- Roxanna Hope Radja : Dr. Alexis Sidnana
- Anastasia Barzee : Jeanne Howell
- Reg Rogers : Carl Fleming
- Ana Maria Jamoica : Ellen Gray
- Blair Busbee : Erin Kay
- Tyrone Mitchell Henderson : Kevin Reed
- Iliana Guibert : Sandy Sullivan
- Tom Day : Agent Doherty
- Phae Lewis : Molly Harrison

### Épisode 12:Impassible
- Canada : 30 janvier 2018 sur CTV
- États-Unis : 31 janvier 2018 sur NBC
- Belgique : 7 mars 2018 sur RTL-TVI
- France : 4 juillet 2018 sur TF1

- États-Unis : 5,48 millions de téléspectateurs[30] (première diffusion)
- Canada : 1,05 million de téléspectateurs[31] (première diffusion + différé 7 jours)
- France : 3,21 millions de téléspectateurs[29] (première diffusion)

- Adam Zastrow : Justin Vichinsky
- Lee Roy Rodgers : Selma Platt
- Rhea Seehorn : Martha Cobb
- Maceo Oliver : Sergent Miller
- Kurt Fuller : Jed Karey
- Jonathon Judge-Russo : Randy Platt
- Lee Roy Rogers : Selma Platt
- Lisa Helmi Johanson : Esme Parker
- Tuck Sweeney : Henry Anderson
- Maceo Oliver : sergent Miller

### Épisode 13:À bout de souffle
- Canada : 5 février 2018 sur CTV
- États-Unis : 7 février 2018 sur NBC
- Belgique : 4 juillet 2018 sur RTL-TVI
- France : 18 juillet 2018 sur TF1

- États-Unis : 6,64 millions de téléspectateurs[32] (première diffusion)
- France : 3,04 millions de téléspectateurs[33] (première diffusion)

- Sam Waterston : procureur Jack McCoy
- Abigail Hawk : Maggie Householder
- Joe Tapper : Aaron Householder
- Damien Brett : Mel Cooke
- Lindsay Becker : Sandy Burnside

### Épisode 14:Intimes convictions
- États-Unis /  Canada : 28 février 2018 sur NBC / CTV
- Belgique : 4 juillet 2018 sur RTL-TVI
- France : 18 juillet 2018 sur TF1

- États-Unis : 5,55 millions de téléspectateurs[34] (première diffusion)
- Canada : 955 000 téléspectateurs[35] (première diffusion + différé 7 jours)
- France : 2,55 millions de téléspectateurs[33] (première diffusion)

- Dean Winters : inspecteur Brian Cassidy
- Kylie Bunbury : détective Devin Holiday
- Pernell Walker: Kayla Price
- Dominic Colón : Felix Ramos
- Karina Arroyave : Sylvia Ramos
- Daryl Edwards : avocat de docteur West
- Stephen Hill : Glanville
- Brett Gray : Reggie Price
- Molly Jobe : Natalie Roberts
- Anthony Grasso : Lorenzo
- Jeff Panzarella : détective  Frankie Turano
- Jonathon Ruckman : Sully
- Lorenzo Scott : Dr. Markus West
- Asher Talty : Sammy Price
- Camrin Delvalle : Hector Ramos
- Dov Tiefenbach : M.E. Fitz
- Barrett Shuler : sergent Ryan Klypka

### Épisode 15:Engrenage
- États-Unis /  Canada : 7 mars 2018 sur NBC / CTV
- Belgique : 18 juillet 2018 sur RTL-TVI
- France : 28 août 2018 sur TF1

- États-Unis : 5,51 millions de téléspectateurs[36] (première diffusion)

- Dominic Comperatore : Steven Hartley
- Rachel Bay Jones : Teresa Cansi
- Tijuana Ricks : Dean Baldwin
- Ryann Shane : Mia Morino
- Jason Liebman : Stuart Green
- Rachel Finninger : Reneta Schaeffer
- Tijuana Ricks : Dean Lisa Baldwin
- Rachel Bay Jones : Teresa Carisi
- Barbra Wengerd : Jane Hartley
- Sam Vartholomeos : Ethan "Eli" Hartley
- Amanda Debraux : Hillary Baker
- Zeus Taylor : Andy Reyburn
- Jennice Fuentes : Susan Trask

### Épisode 16:Sans accord
- États-Unis /  Canada : 14 mars 2018 sur NBC / CTV
- Belgique : 18 juillet 2018 sur RTL-TVI
- France : 4 septembre 2018 sur TF1

- États-Unis : 6,13 millions de téléspectateurs[37] (première diffusion)
- Canada : 1,16 million de téléspectateurs[38] (première diffusion + différé 7 jours)

- Janel Moloney : Docteur Lorraine Franchella
- Jennifer Gambatese : Meredith Bergkamp
- Tom Titone : Juge Joshua Goldfarb
- Alfredo Narciso : Dylan Bergkamp
- Eloise Lushina : Lily Winterburn
- Lillian Ellen James : Lisa Dixon
- Nicolette Pierini : Zoe
- Kittson O'Neill : Vivian Winterburn
- Harriett D. Foy : Gwen Jackson
- James Mount : Neil Dixon
- Joey Curtis-Green : Harry Lonegan
- Adit Dileep : David Gidumal
- Allan Walker : Felix
- Fisher Neal : Marc Salazer
- Robin S. Walker : Callie Lydell
- Stacey Raymond : Coach Clare
- Mary Theresa Archbold : Mrs. Lonegan
- Matt Golden : Mr. Lonegan

### Épisode 17:Sonate pour mineur
- États-Unis /  Canada : 21 mars 2018 sur NBC / CTV
- Belgique : 11 juillet 2018 sur RTL-TVI
- France : 18 juillet 2018 sur TF1

- États-Unis : 6,51 millions de téléspectateurs[39] (première diffusion)
- Canada : 1,128 million de téléspectateurs[40] (première diffusion + différé 7 jours)
- France : 2,87 millions de téléspectateurs[33] (première diffusion)

- Mallory Bechtel : Hadley Sadler
- Migs Govea : Alejandro Pavel
- Amy Korb : Pamela Stone
- Wendy Hoopes : Anna Sadler
- Ernest Waddell : Ken Randall
- Molly Brown : Jenni Hanson
- Eric Tabach : Vincent Drago
- Erik Jensen : James Turner
- Will Sasso : Chris Sadler
- Jillian Louis : Charlotte Cooke
- Valeri Mudek : Didi Turner
- Cyndi Melendez : Gina Feliz
- Don Stephenson : Alan Hubert

### Épisode 18:Un homme d'honneur
- États-Unis /  Canada : 11 avril 2018 sur NBC / CTV
- Belgique : 11 juillet 2018 sur RTL-TVI
- France : 23 octobre 2018 sur TF1

- États-Unis : 5,43 millions de téléspectateurs[41] (première diffusion)
- Canada : 1,242 million de téléspectateurs[42] (première diffusion + différé 7 jours)

- Yvonna Kopacz Wright : Docteur Darby Wilder
- Michael Mastro : Juge M. Serani
- Morgan Taylor Campbell : Sandy 'Sky' Ksenivch
- Wayne Knight : Grigor
- Christopher Wiehl : avocat de la défense James Olson
- Eric Rizk : Marty Berkowitz
- Marquise Vilson : sergent Jim Preston
- Timothy Adams : sergent staff Tyler Jones
- Josh Rhett Noble : Bobby Johnson
- Jack DiFalco : soldat William "Billy" Shaughnessy

### [8]Épisode 19:Justice parallèle
- États-Unis /  Canada : 18 avril 2018 sur NBC / CTV
- Belgique : 25 juillet 2018 sur RTL-TVI
- France : 30 octobre 2018 sur TF1

- États-Unis : 6,58 millions de téléspectateurs[43] (première diffusion)
- Canada : 1,309 million de téléspectateurs[44] (première diffusion + différé 7 jours)

- Stephanie March : Alexandra Cabot
- Joan Porter : Vera Hunter
- Kaitlin Mesh : Paisley Adams
- Ceasar F. Barajas : Jorge Garcia
- Sarah Wilson : Jules Hunter
- Amy Korb ; Pamela Stone
- Scott Porter : Nick Hunter
- Katie Flahive : Sherry
- Amy Korb : Pamela Stone
- Brian Keane : le docteur de Pamela

### Épisode 20:Le Livre d'Esther
- États-Unis /  Canada : 2 mai 2018 sur NBC / CTV
- Belgique : 25 juillet 2018 sur RTL-TVI
- France : 11 septembre 2018 sur TF1

- États-Unis : 6,25 millions de téléspectateurs[45] (première diffusion)
- Canada : 1,323 million de téléspectateurs[46] (première diffusion + différé 7 jours)

- Rebekah Kennedy : Esther Labott
- Ray McKinnon : William Labott
- Brandy Zarle : Debbie Labott
- Sami Molly Bray: Rachel Labott
- Stan Demidoff : sergent Patrick Costello
- R. Ward Duffy : Van Norris
- Margaret Rose Champagne : la conductrice
- Ron Scott : l'officier d'autorité Metropolitan
- Stephen Payne: Beau Helm
- Nimo Gandhi : Gupta
- Donna Wandrey : Charlotte

### Épisode 21:L'Homme de la famille
- États-Unis /  Canada : 9 mai 2018 sur NBC / CTV
- Belgique : 1er août 2018 sur RTL-TVI
- France : 18 septembre 2018 sur TF1

- États-Unis : 5,71 millions de téléspectateurs[47] (première diffusion)
- Canada : 1,206 million de téléspectateurs[48] (première diffusion + différé 7 jours)

- Big Daddy Kane : Ray Wallis / Four Stroke
- Sarah Ellen Stephens : Officier Selena Gaines
- Erica Camarano : officier Rachel Ortiz
- Craig Geraghty : Officier Harper
- Rotimi : Malik Williams
- Kymbali Craig : Dorothy Hall
- Nile Bullock : Leonard Haynes
- Rachel Hilson : Tiana Williams
- George Wallace : Ron Carter
- Alejandro Hernandez : Bobby Jackson
- Maul Donte Davis : Jerome Freeman
- Almeria Campbell : Dr. Diana Davis
- Lauren Noble : Carmen
- Anthony Ventola : Lee Green
- Kane L. Brown : Lena Carrera
- Laiona Michelle : Lashonda Williams
- Julyan Horne : Jayden
- Larry Nunez : Diego

### Épisode 22:La Chance d'oublier
- États-Unis /  Canada : 16 mai 2018 sur NBC / CTV
- Belgique : 1er août 2018 sur RTL-TVI
- France : 6 novembre 2018 sur TF1

- États-Unis : 5,31 millions de téléspectateurs[49] (première diffusion)
- Canada : 1,109 million de téléspectateurs[50] (première diffusion + différé 7 jours)

- Fionnula Flanagan : Madeline Thomas
- Kathleen McNenny : Christine Ritchie
- Lucy Martin(I) : Lynne Hammerson
- Rutanya Alda : Patrice Conaway
- Todd Alan Crain : Henry Philips
- Hal Linden : Leonard Maxwell
- Joe Piscopo : Albert Romano
- Anne Archer : Trudy Morris
- Jonathan Rayson : James Ricord
- Danielle Slavick : Alicia Brown
- Emily Casey : Deb Richards
- Nikki E. Walker : Adilay Jones
- Christopher McLinden : Alec Vale
- Brad Aldous : Timmy Post
- Neil Hellegers : Dr. Malcolm Lee
- Leo V. Finnie III : Arnie
- Nicholas Ryan : Kev
- Anne Bates : Nurse Irene
- Adaku Ononogbo : Ronica
- Amy Korb : Pamela Stone

### Épisode 23:La Vengeance est un plat...
- États-Unis /  Canada : 23 mai 2018 sur NBC / CTV
- France : 13 novembre 2018 sur TF1

- États-Unis : 6,12 millions de téléspectateurs[51] (première diffusion)
- Canada : 1,22 million de téléspectateurs[52] (première diffusion + différé 7 jours)

- Kelly Deadmon : Stephanie Buckley
- Génesis Rodríguez : Lourdes Vega
- Graham Rowat : Everett Sinclair
- Carlos Miranda : Miguel Lopez
- Eddie Hargitay : officier Eddie Montero
- Garett Richmond : Lenny
- Juliana Davies : Emma Buckley
- Joel Brady : officier Jimmy Nolan
- Gillian Glasco : officier Dominique Rivers
- Chris Beetem : Alan Buckley
- Gary Perez : Jorge Diaz

### Épisode 24:...qui se mange froid
- États-Unis /  Canada : 23 mai 2018 sur NBC / CTV
- France : 13 novembre 2018 sur TF1

- États-Unis : 6,12 millions de téléspectateurs[51] (première diffusion)
- Canada : 1,22 million de téléspectateurs[52] (première diffusion + différé 7 jours)

- Robert 'Sanz' Sanchez : Diego Diaz
- Kelly Deadmon : Stephanie Buckley
- Génesis Rodríguez : Lourdes Vega
- Roberto Sanchez : Diego Diaz
- Raquel Dominguez : Maria Luna
- Eddie Hargitay : officier Eddie Montero
- Carolyn McCormick : Dr Elizabeth Olivet
- Benito Martinez : Santino Rojas
- Carlos Miranda : Miguel Lopez
- Chris Beetem (en) : Alan Buckley
- Gary Perez : Jorge Diaz
- Juliana Davies : Emma Buckley
- Amy Korb : Pamela Stone
- Brian Keane : le docteur de Pamela